# Tábor – Zahrádka
Tábor – Zahrádka je přírodní památka v okrese Tábor na katastrálním území táborské městské části Klokoty. Předmětem ochrany je území, kde žije kuňka ohnivá.

## Historie
Už v roce 2005 se oblast stala evropsky významnou lokalitou, oficiálně vyhlášena jako přírodní památka byla 19. prosince 2013 s platností od 15. ledna 2014.

## Popis
Lokalita se nachází nadmořské výšce 468–483 m na katastrálním území Klokoty na místě bývalého vojenského cvičiště.
Jde se o regionálně významnou lokalitu výskytu kuňky obecné (ohnivé), a to především v hospodářsky nevyužíváném Studeném rybníku, kde dochází k jejímu rozmnožování. Předmětem ochrany je také listonoh letní, druh uvedený v červeném seznamu jako kriticky ohrožený. V oblasti se nachází ekosystém extenzivně využívaných rybníků (např. Pochytil Studený, Zahrádecký), periodických vodních ploch a podmáčených ploch s výskytem chráněných a ohrožených živočišných, například již zmínění kuňka obecná a listonoh letní, dáleškeble rybničná, čolek obecný, čolek horský, čolek velký, skokan krátkonosý, skokan zelený, rosnička zelená, ještěrka obecná, ještěrka živorodá, slepýš křehký, slavík modráček středoevropský, skokan ostronosý, ropucha obecná, užovka obojková a potápka malá, a rostlinných druhů.
Rybníky lemují porost rákosin a vysokých ostřic, Studený rybník je jimi zarostlý téměř celý. Od břehů se rozrůstají porosty mokřadních vrbin, u hrází některých z rybníků jsou mokřadní olšiny. Dále zde roste mezofilní až mokřadní vegetace. Mezí místní významnější rostlinné druhy patří starček přímětník, zdravínek jarní, chrastavec rolní, řepík lékařský, zeměžluč okolíkatá, hvozdík kropenatý, jetel rolní, jetel pochybný či svízel syřišťový. Na některých místech se vytváří mělké, periodické a vysýchající tůně s výskytem bahničky mokřadní, orobince širokolistého, kalužníku šruchového a žabníku jitrocelového.
Na dvou východních rybnících s bohatými litorálními porosty, Studeném a Zahrádeckém, hnízdí řada vodních a mokřadních ptáků, jako je kupříkladu čírka modrá, moták pochop nebo potápka malá a slavík modráček středoevropský. Na otevřených a místy podmáčených plochách kolem rybníků pak hnízda budují bekasina otavní a bramborníček černohlavý, v křovinných porostech je pozorován slavík obecný.

## Galerie

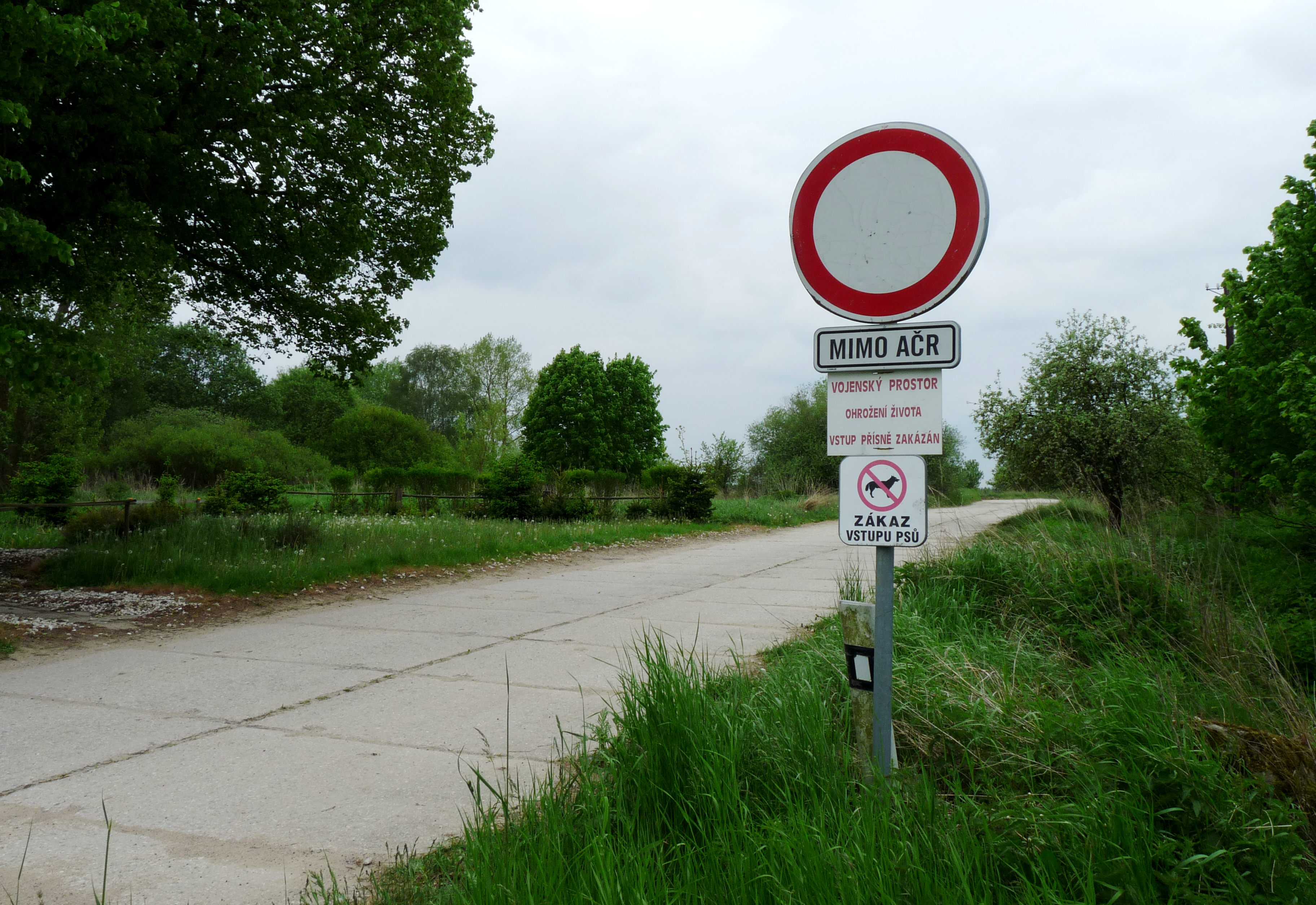
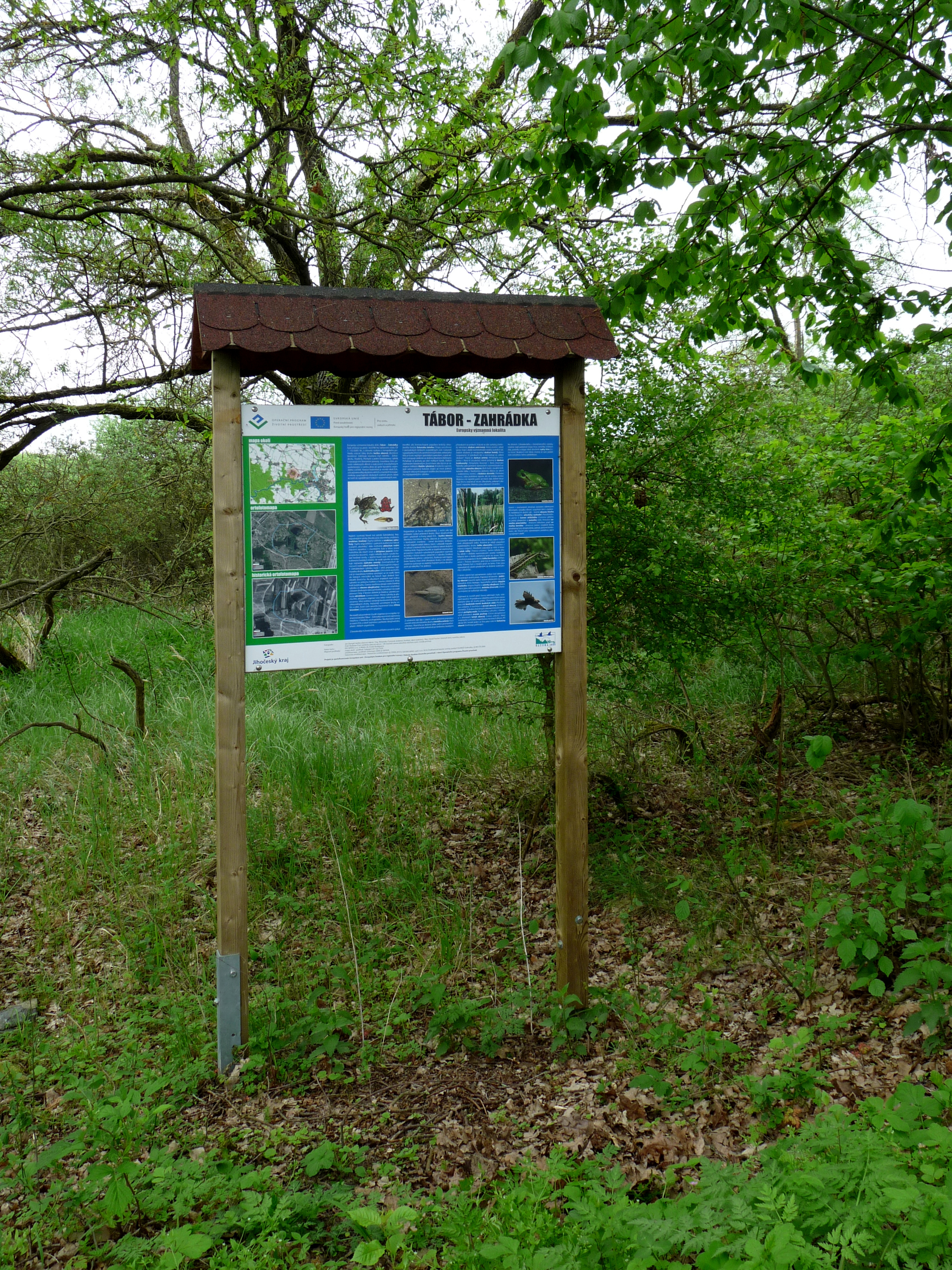
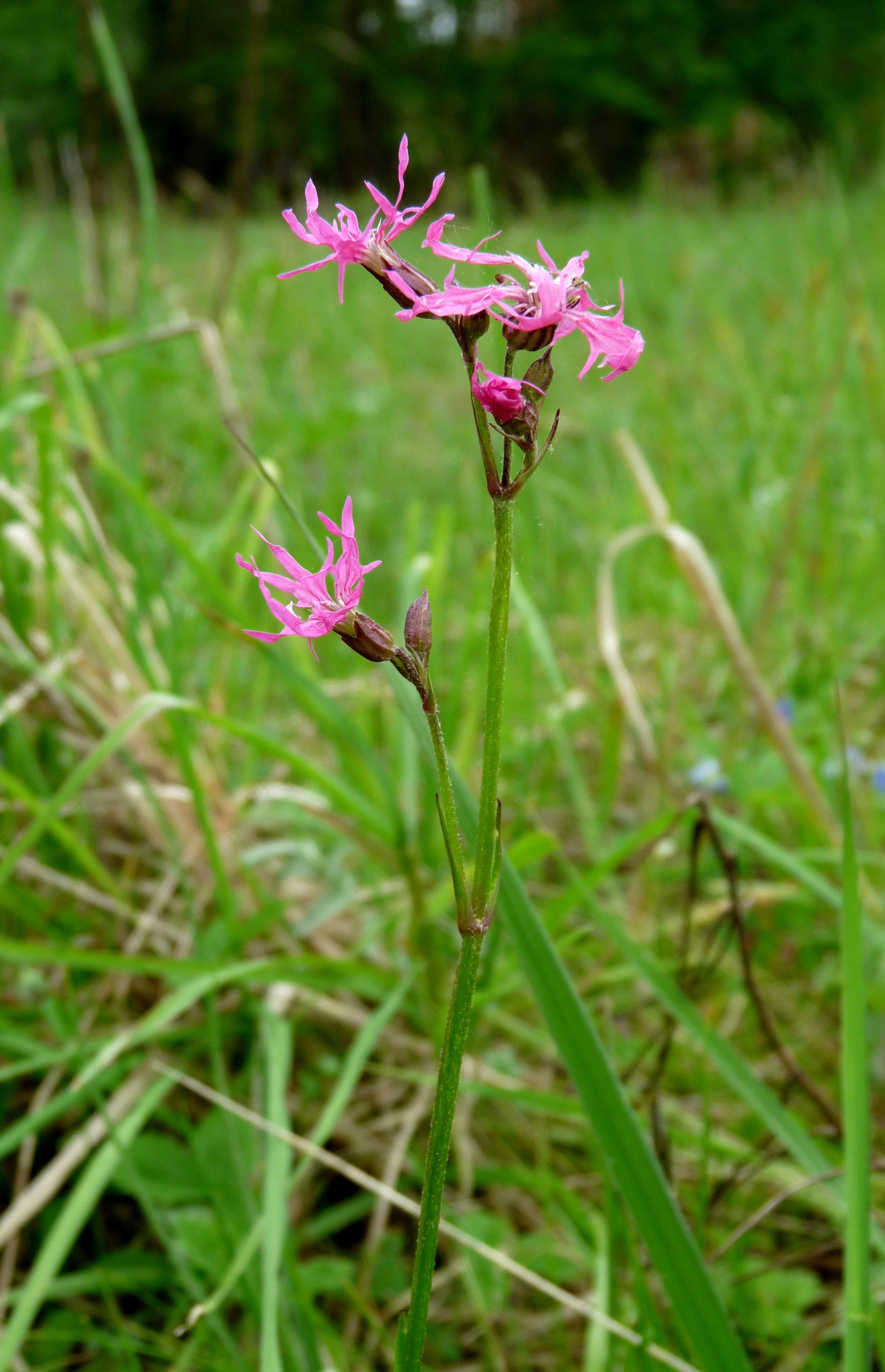